# Nowa Wieś (Suwałki)
Pour les articles homonymes, voir Nowa Wieś.
Nowa Wieś est un village polonais du district administratif de Suwałki, dans le powiat de Suwałki, voïvodie de Podlachie, au nord-est du pays. 
Il est situé à environ 9 km au nord-est de Suwałki et à 113 km au nord de la capitale régionale Białystok.
La population est d'environ 190 habitants.